# Olšovec
Olšovec (en allemand : Olspitz) est une commune du district de Přerov, dans la région d'Olomouc, en République tchèque. Sa population s'élevait à 500 habitants en 2020.

## Géographie
Olšovec se trouve à 5 km au nord de Hranice, à 24,5 km au nord-est de Přerov, à 33,5 km à l'est d'Olomouc et à 243 km à l'est-sud-est de Prague.
La commune est limitée par Potštát et Partutovice au nord, par Střítež nad Ludinou à l'est, par Hranice au sud et à l'ouest, et par Radíkov à l'ouest.

## Histoire
La première mention écrite de la localité date de 1458.

## Administration
La commune se compose de deux quartiers :
- Boňkov
- Olšovec

## Transports
Par la route, Olšovec se trouve à 5,5 km de Hranice, à 30,5 km de Přerov, à 40 km d'Olomouc et à 302 km de Prague.